# Mesochorus sardegnae
Mesochorus sardegnae là một loài tò vò trong họ Ichneumonidae.